# Liste der Naturdenkmale in Kesfeld
Die Liste der Naturdenkmale in Kesfeld nennt die im Gemeindegebiet von Kesfeld ausgewiesenen Naturdenkmale (Stand 5. Juni 2024).

## Ehemalige Naturdenkmale
| Nr. | Bezeichnung      | Lage       | Beschreibung                                                          | Bild                                    |
| --- | ---------------- | ---------- | --------------------------------------------------------------------- | --------------------------------------- |
|     | Drei alte Eichen | Dorfstraße | Quercus sp., drei Bäume, um 1750 gekeimt; Rechtsverordnung aufgehoben | Direkt Bild zu diesem Denkmal hochladen |